# Cho Chabudai Gaeshi
Cho Chabudai Gaeshi es un juego de arcade desarrollado y publicado por Taito. El objetivo consiste en que el jugador consiga la mayor puntuación posible mediante el lanzamiento de una mesa, la cual previamente habrá golpeado en repetidas ocasiones; además, como objetivo secundario, tiene como propósito aliviar el estrés.

## Jugabilidad
Como buen arcade, solo existe un objetivo: conseguir la máxima puntuación posible. En el caso de Cho Chabudai Gaeshi se logrará destrozando los objetos de nuestro alrededor al lanzar la mesa por los aires. Contaremos con cuatro escenarios para poder mostrar nuestra furia, siendo las situaciones tales como: un hombre con su familia en una cena familiar, una novia en su boda, un cliente en un club de host y un trabajador de oficina frustrado. Para lograr esta hazaña contaremos con una mesa de plástico, la cual deberá ser golpeada en la parte superior en diversos intervalos inferiores a 60 segundos para finalizar volteando la mesa.

## Desarrollo
Cho Chabudai Gaeshi fue desarrollado y publicado por Taito en otoño de 2009. Al año siguiente, en 2010, IGS compro la licencia y la distribuyó a nivel global el arcade bajo el nombre Anger Explotion, traduciéndolo al inglés y añadiendo tickets de compensación en su versión.

## Recepción y secuela
Según Jim Sterling, periodista de videojuegos en Destructoid, se trata del mejor videojuego de la historia." 
Will Greenwald, periodista de videojuegos en Geek.com lo consideró uno de los mejores arcades jamás creados.
En 2017, Gerald Lynch, de TechRadar, lo introdujo en su Top 50 de mejores juegos de arcade de la historia, argumentando que, pese a no ser la gran cosa, es difícil no acordarse de él gracias a su "loco concepto".
Más tarde, Cho Chabudai Gaeshi recibiría una secuela bajo el nombre Cho Chabudai Gaeshi 2. En este nuevo título se añadieron tres nuevos escenarios, incluyendo a un fantasma en un cementerio el cual vuelca su propio ataúd, y un modo multijugador. Pero, a diferencia del primer título, este juego solo se distribuyo en Japón.[cita requerida]